# Sarlat-la-Canéda (quận)
Quận Sarlat-la-Canéda là một quận thuộc tỉnh Dordogne, trong vùng Aquitaine. Quận này có 10 tổng và 122 xã.

## Các đơn vị hành chính

### Các tổng
Các tổng của quận Sarlat-la-Canéda là: 
1. Belvès
2. Le Bugue
3. Carlux
4. Domme
5. Montignac
6. Saint-Cyprien
7. Salignac-Eyvigues
8. Sarlat-la-Canéda
9. Terrasson-Lavilledieu
10. Villefranche-du-Périgord

### Các xã
Các xã của quận Sarlat-la-Canéda, và mã INSEE là: 
| 1. Allas-les-Mines (24006)                     | 2. Archignac (24012)                            | 3. Aubas (24014)                        | 4. Audrix (24015)                     |
| 5. Auriac-du-Périgord (24018)                  | 6. Beauregard-de-Terrasson (24030)              | 7. Belvès (24035)                       | 8. Berbiguières (24036)               |
| 9. Besse (24039)                               | 10. Beynac-et-Cazenac (24040)                   | 11. Borrèze (24050)                     | 12. Bouzic (24063)                    |
| 13. Bézenac (24041)                            | 14. Calviac-en-Périgord (24074)                 | 15. Campagnac-lès-Quercy (24075)        | 16. Campagne (24076)                  |
| 17. Carlux (24081)                             | 18. Carsac-Aillac (24082)                       | 19. Carves (24084)                      | 20. Castelnaud-la-Chapelle (24086)    |
| 21. Castels (24087)                            | 22. Cazoulès (24089)                            | 23. Chavagnac (24117)                   | 24. Châtres (24116)                   |
| 25. Cladech (24122)                            | 26. Coly (24127)                                | 27. Condat-sur-Vézère (24130)           | 28. Coux-et-Bigaroque (24142)         |
| 29. Cénac-et-Saint-Julien (24091)              | 30. Daglan (24150)                              | 31. Doissat (24151)                     | 32. Domme (24152)                     |
| 33. Fanlac (24174)                             | 34. Fleurac (24183)                             | 35. Florimont-Gaumier (24184)           | 36. Grives (24206)                    |
| 37. Groléjac (24207)                           | 38. Grèzes (24204)                              | 39. Jayac (24215)                       | 40. Journiac (24217)                  |
| 41. La Bachellerie (24020)                     | 42. La Cassagne (24085)                         | 43. La Chapelle-Aubareil (24106)        | 44. La Dornac (24153)                 |
| 45. La Feuillade (24179)                       | 46. La Roque-Gageac (24355)                     | 47. Larzac (24230)                      | 48. Lavaur (24232)                    |
| 49. Le Bugue (24067)                           | 50. Le Lardin-Saint-Lazare (24229)              | 51. Les Eyzies-de-Tayac-Sireuil (24172) | 52. Les Farges (24175)                |
| 53. Loubejac (24245)                           | 54. Manaurie (24249)                            | 55. Marcillac-Saint-Quentin (24252)     | 56. Marnac (24254)                    |
| 57. Marquay (24255)                            | 58. Mauzens-et-Miremont (24261)                 | 59. Mazeyrolles (24263)                 | 60. Meyrals (24268)                   |
| 61. Monplaisant (24293)                        | 62. Montignac (24291)                           | 63. Mouzens (24298)                     | 64. Nabirat (24300)                   |
| 65. Nadaillac (24301)                          | 66. Orliac (24313)                              | 67. Orliaguet (24314)                   | 68. Paulin (24317)                    |
| 69. Pazayac (24321)                            | 70. Peyrignac (24324)                           | 71. Peyrillac-et-Millac (24325)         | 72. Peyzac-le-Moustier (24326)        |
| 73. Plazac (24330)                             | 74. Prats-de-Carlux (24336)                     | 75. Prats-du-Périgord (24337)           | 76. Proissans (24341)                 |
| 77. Rouffignac-Saint-Cernin-de-Reilhac (24356) | 78. Sagelat (24360)                             | 79. Saint-Amand-de-Belvès (24363)       | 80. Saint-Amand-de-Coly (24364)       |
| 81. Saint-André-d'Allas (24366)                | 82. Saint-Aubin-de-Nabirat (24375)              | 83. Saint-Avit-de-Vialard (24377)       | 84. Saint-Cernin-de-l'Herm (24386)    |
| 85. Saint-Chamassy (24388)                     | 86. Saint-Cirq (24389)                          | 87. Saint-Crépin-et-Carlucet (24392)    | 88. Saint-Cybranet (24395)            |
| 89. Saint-Cyprien (24396)                      | 90. Saint-Félix-de-Reillac-et-Mortemart (24404) | 91. Saint-Geniès (24412)                | 92. Saint-Germain-de-Belvès (24416)   |
| 93. Saint-Julien-de-Lampon (24432)             | 94. Saint-Laurent-la-Vallée (24438)             | 95. Saint-Léon-sur-Vézère (24443)       | 96. Saint-Martial-de-Nabirat (24450)  |
| 97. Saint-Pardoux-et-Vielvic (24478)           | 98. Saint-Pompont (24488)                       | 99. Saint-Rabier (24491)                | 100. Saint-Vincent-de-Cosse (24510)   |
| 101. Saint-Vincent-le-Paluel (24512)           | 102. Sainte-Foy-de-Belvès (24406)               | 103. Sainte-Mondane (24470)             | 104. Sainte-Nathalène (24471)         |
| 105. Salignac-Eyvigues (24516)                 | 106. Salles-de-Belvès (24517)                   | 107. Sarlat-la-Canéda (24520)           | 108. Savignac-de-Miremont (24524)     |
| 109. Sergeac (24531)                           | 110. Simeyrols (24535)                          | 111. Siorac-en-Périgord (24538)         | 112. Tamniès (24544)                  |
| 113. Terrasson-Lavilledieu (24547)             | 114. Thonac (24552)                             | 115. Tursac (24559)                     | 116. Valojoulx (24563)                |
| 117. Veyrignac (24574)                         | 118. Veyrines-de-Domme (24575)                  | 119. Villac (24580)                     | 120. Villefranche-du-Périgord (24585) |
| 121. Vitrac (24587)                            | 122. Vézac (24577)                              |                                         |                                       |